# Affaire Sixte

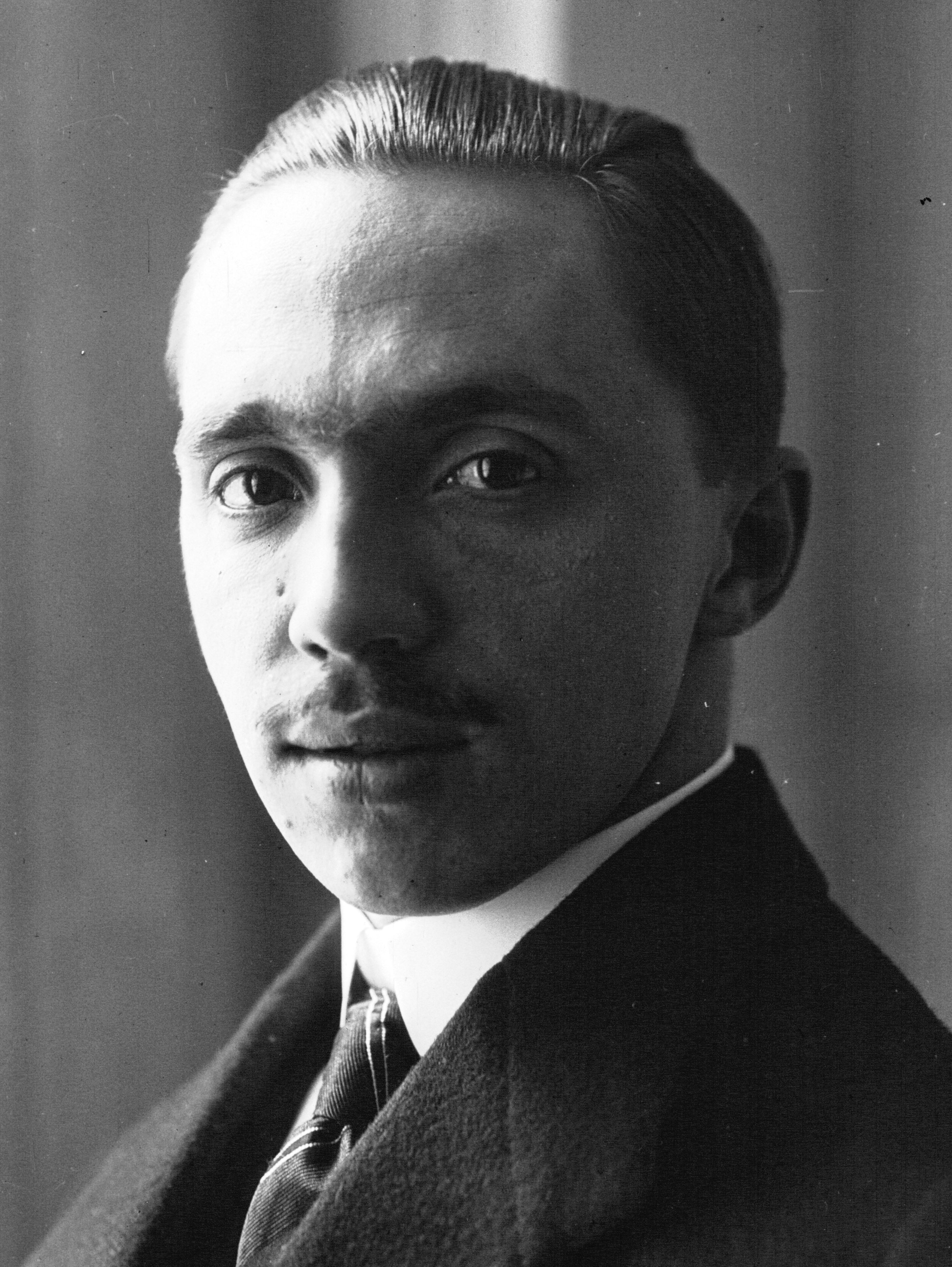
Sixte de Bourbon-Parme se trouve mandaté par Charles Ier d'Autriche, pour ouvrir des négociations avec le gouvernement français.

L'affaire Sixte désigne une initiative diplomatique de Charles Ier, empereur d'Autriche et roi de Hongrie, en vue de rétablir la paix entre la double monarchie épuisée par le conflit qui se prolonge et la France. Cette tentative de négociations avec le gouvernement français est menée par l'intermédiaire de Sixte de Bourbon-Parme, officier dans l'armée belge et frère de Zita de Bourbon-Parme, l'impératrice consort d'Autriche et reine consort de Hongrie, qui se rend alternativement à Vienne, en Suisse, puis en France pour rencontrer des représentants du gouvernement français.

## Contexte

### Le nouvel empereur
Charles Ier d'Autriche arrive sur le trône de l'Empire austro-hongrois à l'âge de 29 ans le 22 novembre 1916. Dès sa prise de fonction, il se montre sceptique sur les chances de survie de la double monarchie.

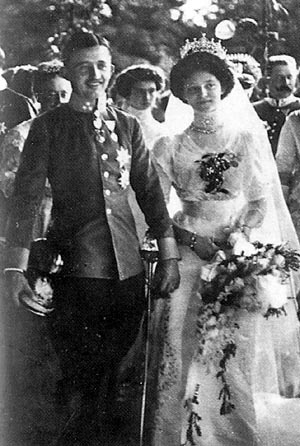
Charles Ier d'Autriche et son épouse Zita de Bourbon-Parme, sœur de Sixte, lors de leur mariage en 1911.

Selon lui, la tutelle allemande renforcée sur Vienne, et les tensions entre les nationalités, Allemands et Magyars d'une part, et les « nationalités sujettes » d'autre part, constituent autant de facteurs propices à la dislocation de la double monarchie une fois la guerre finie. Sur ce dernier point, la monarchie autrichienne est dans une situation comparable à la monarchie russe : une effort de guerre prolongé risque de provoquer une crise économique et sociale, d'attiser le mécontentement de la population, et de faire vaciller le régime.
Selon deux cas de figure, la prolongation du conflit risque de mettre fin à la monarchie en tant que puissance indépendante : en cas de victoire allemande, le Reich impérial « avalerait » la double monarchie au rang de seconde Bavière ; en cas de victoire des Alliés, ces derniers, désireux de faire disparaître une puissance ennemie menaçante, organiseraient sa dissolution.
Face à cette situation, Charles Ier cherche à se désolidariser du Reich, à défaut de pouvoir en convaincre les dirigeants de la nécessité d'une « paix blanche », ou sur la base du statu quo ante bellum. Pour sortir son empire de la guerre, Charles Ier éloigne les dirigeants politiques qui ont marqué la fin du règne de François-Joseph, comme l’ancien ministre des Affaires étrangères Stephan Burián von Rajecz, tous fervents partisans de l’alliance avec le Reich, et remplace ce dernier par Ottokar Czernin un aristocrate de Bohême, dont il appréciait l’expérience. Outre la reconnaissance obtenue dans son empire s'il parvenait à le sortir de la guerre, Charles Ier savait qu'il bénéficiait d'une image positive en France et en Grande-Bretagne, et pouvait exploiter ce capital sympathie.

### Une volonté de sauver la double monarchie
Dès sa prise de fonction, Charles Ier se montre sceptique sur les chances de survie de la double monarchie, même après une victoire des puissances centrales. En effet, selon lui, les tensions entre les nationalités, Allemands et Magyars d'une part, et les « nationalités sujettes » d'autre part, la tutelle allemande renforcée ainsi que l'intervention américaine constituent à ses yeux autant de facteurs propices à la dislocation de la double monarchie une fois la guerre finie. Les hommes d'État chargés de la double monarchie depuis l'avènement du nouvel empereur-roi à la fin de l'année 1916 partagent l'avis de leur souverain sur la fin de la monarchie danubienne en cas de prolongement du conflit. La prolongation du conflit doit selon eux se solder par la disparition de la double monarchie comme puissance encore indépendante : en cas de victoire allemande, le Reich impérial ravalerait la double monarchie au rang de seconde Bavière, en cas de victoire alliée, les Alliés présideraient à sa disparition.
Face à cette situation, Charles et les conseillers qui l'entourent cherchent à se désolidariser du Reich, à défaut de pouvoir en convaincre les dirigeants de la nécessité d'une « paix blanche », ou sur la base du statu-quo territorial.

### Des relations bilatérales ténues
Depuis le déclenchement des hostilités, les principaux belligérants ont continué d'entretenir des relations diplomatiques ténues, indirectes, via les pays neutres, notamment leur représentation en Suisse. Depuis le déclenchement du conflit en août 1914, les liens entre les belligérants n'ont jamais été rompus, et de multiples tentatives de négociations secrètes sont ébauchées, les négociations franco-austro-hongroises menées par Sixte de Bourbon-Parme, beau-frère de Charles Ier, constituant la plus connue de ces initiatives.
À son arrivée au pouvoir en fin d'année 1916, les conditions pour faire la paix paraissent propices à Charles Ier, recoupant plusieurs échos entendus chez les dirigeants et médias des pays de la Triple-Entente, lui rapportant un certain pessimiste sur leurs chances de victoire, et un désir de mettre fin au conflit. Tant la France que la Grande-Bretagne ne semblent pas d'ailleurs se considérer comme ennemis de l'Autriche-Hongrie, à laquelle ils ne se trouvent confrontés qu'en raison de son alliance avec le Reich, et de l'alliance entre la Triple-Entente et l'Italie.

## Des pourparlers discrets

### Des voies détournées
Se tournant vers la France, les responsables austro-hongrois  utilisent la famille de l'impératrice Zita, ses frères Sixte et Xavier de Bourbon-Parme pour ouvrir des négociations discrètes avec des représentants français en Suisse. Pour ouvrir ces discussions, L'empereur dépêche sur place son aide de camp le comte Tamás Erdődy, en qui il a placé sa confiance ; lors de ce voyage, ce diplomate rencontre les deux frères de l'impératrice Zita.
Après s'être entretenus avec Raymond Poincaré, le président français, les deux frères acceptent une mission officieuse à Vienne ; ainsi, les 23 et 24 mars 1917, puis le 8 mai 1917, les deux princes s'entretiennent avec l'empereur-roi Charles et son ministre des affaires étrangères, Ottokar Czernin : à l'issue de chacun de ces entretiens, l'empereur leur remet une lettre autographe contenant des propositions destinées à constituer la base de négociations de paix franco-austro-hongroises.

### Propositions austro-hongroises
Les propositions austro-hongroises sont connues uniquement par les courriers autographes remis par Charles à son beau-frère Sixte, lors des deux entretiens de Vienne les 23 et 24 mars 1917, puis le 8 mai 1917, et par une note rédigée et signée par Ottokar Czernin, remis le 8 mai à Sixte de Bourbon-Parme.
Dans les deux courriers adressés à Raymond Poincaré, Charles, appuyé par son ministre, énumère ses propositions de paix. Il pose comme préalable l'« intégrité de la double monarchie » et se montre prêt à envisager des cessions de territoires contre des compensations territoriales.
L'empereur propose la restauration de l'indépendance de la Belgique, alors occupée par les troupes allemandes, l'évacuation de la Serbie, qui se verrait accordé un accès à la mer, à condition de réprimer toute agitation yougoslaves sur son territoire, et un échange de territoires destiné à compenser la cession de territoires à l'Italie.
Il reste cependant vague sur la question de la restitution de tout ou partie de l'Alsace-Lorraine à la France, se contentant de s'engager à « appuyer les justes revendications françaises au sujet de l'Alsace-Lorraine ».
De même, dans le courrier remis à son beau-frère remis le 8 mai, Charles laisse à son ministre le soin de préciser par écrit les conditions de paix entre la double monarchie et l'Italie, posant le principe d'une cession de territoire austro-hongrois à Rome, sans les nommer, ni en préciser l'importance

### Réactions alliées
Les négociations menées à l'instigation de Charles Ier sont destinées à faire sortir la double monarchie du conflit en négociant la paix avec la France.
Les Alliés réagissent diversement à l'ouverture de ces négociations. Les Britanniques se montrent enthousiastes, tandis que les Italiens, informés à mots couverts par leurs interlocuteurs français et britanniques le 19 avril 1917 lors de leur rencontre à Saint-Jean-de-Maurienne, se cabrent et refusent tout aménagement des termes du traité de Londres.

### LeReichinformé
Cependant, parallèlement à ces négociations, les responsables de la double monarchie continuent leurs pourparlers avec leurs homologues allemands, en vue de négocier la répartition des conquêtes européennes de la quadruplice entre les deux alliés. Dans cette perspective, Czernin tente d'obtenir de ses interlocuteurs allemands la cession de l'Alsace-Lorraine à la France en échange d'un désintéressement austro-hongrois en Pologne, pourtant l'un des buts de guerre austro-hongrois.
Dans le même temps, Czernin informe ses interlocuteurs allemands de la démarche initiée par son monarque en vue du rétablissement de paix. En effet, les hommes d'État austro-hongrois qui commanditent les négociations avec la France espèrent utiliser la menace d'une paix séparée pour faire pression sur le Reich et inciter les Allemands à ouvrir des négociations de paix
Cependant, les informations distillées par le ministre à ses interlocuteurs allemands sont incomplètes et tendancieuses, à dessein. Les Allemands, parfaitement conscients du caractère incomplet des informations qui leur sont données, constatent le besoin de paix de la double monarchie et commencent à envisager un programme de sortie du conflit, base de négociations de paix avec les Alliés.

## Un scandale incontrôlable

### Le discours de Czernin
Le 2 avril 1918, Ottokar Czernin prononce un discours belliciste devant le conseil municipal de Vienne.
Ce discours, soumis pour approbation à l'empereur Charles, constitue pour le ministre l'occasion de rendre publics les pourparlers discrets initiés par Clemenceau, alors que les troupes allemandes débutent des opérations de grande ampleur contre les positions alliées en France. 
Par ce discours, le ministre, alors partisan de l'alignement de la double monarchie sur le Reich, espère également imposer à l'empereur la fin des ouvertures de paix en direction de la France ; en effet, le programme de paix en quatorze points de Woodrow Wilson représente pour l'empereur une occasion de sortir du conflit.

### Le duel Czernin-Clemenceau
Jusqu'alors ignorant des négociations menées par Sixte au nom de son beau-frère et mis en cause par le ministre, Clemenceau se fait communiquer l'ensemble de la correspondance liée à cette affaire afin de répondre de façon circonstanciée aux allégations de l'Austro-Hongrois ; à la lecture des documents, Clemenceau apprend l'existence des deux lettres de Charles à son beau-frère.
Le président du conseil français réplique alors en adressant, le 4 avril lors de son retour à Paris, à l'agence Havas un communiqué dans lequel il affirme qu'Ottokar Czernin « a menti ». 

### Publication des courriers
Le 9 avril, Clemenceau annonce que Charles a reconnu en 1917 la « justesse des revendications françaises » en Alsace-Lorraine. Cependant, Czernin et son empereur ignorent que les courriers sont en possession des Français, tout comme le ministre ignore la teneur des courriers rédigés par son empereur.
Le lendemain, Charles adresse à Guillaume II un courrier dans lequel il réaffirme le total alignement de la double monarchie sur le Reich ; dans le même temps, Czernin dénonce le caractère mensonger des communiqués de Clemenceau, défiant le président du conseil français. La réplique est immédiate : le 12 avril, Clémenceau rend public le courrier de Charles.
Après avoir pris connaissance des courriers, Czernin appelle le souverain ; dans un entretien téléphonique houleux, le ministre refuse d'assumer la responsabilité de la politique de l'empereur, menaçant de se suicider. Le ministre utilise également la menace d'une invasion allemande pour obtenir le retrait de Charles, que ce soit sous la forme d'une abdication au profit de son cousin Eugène.

### Le monarque éclaboussé
En réalité, en appelant son souverain, Czernin cherche non seulement à réaffirmer son contrôle sur la politique extérieure de la double monarchie, mais aussi à resserrer les liens entre l'empire des Habsbourg et le Reich.
Dans le même temps, les nationalistes allemands d'Autriche-Hongrie, favorables à un alignement sur la politique du Reich, assimilent l'impératrice à une manipulatrice, favorable à la paix à tout prix, y compris contre le Reich. L'ambassadeur allemand à Vienne finance des articles noircissant l'impératrice.
Le monarque doit également faire face aux réactions allemandes ; le gouvernement du Reich compte profiter de cette crise pour renforcer la tutelle allemande sur la double monarchie, mettant ainsi un terme à l'autonomie dont la double monarchie bénéficiait encore au sein de la Duplice.
Enfin, le discrédit touche également l'empereur, incapable de se sortir du mauvais pas dans lequel il s'est fourvoyé, tout comme il serait incapable de sortir son pays de la guerre.

## Conséquences

### Une vassalisation accrue
Après le scandale provoqué par la publication de sa lettre écrite et secrètement expédiée quelques mois plus tôt, Charles Ier n'a alors plus d'autre choix que de faire publiquement allégeance à Guillaume II et au Reich, scellant le sort, au moins comme puissance indépendante, de l'empire austro-hongrois. La conférence de Spa du 12 mai 1918 voit le Reich imposer sa tutelle sur l'Autriche-Hongrie, bien que camouflée derrière une égalité de façade entre les deux empires. Restée belligérante active dans cette guerre, l’Autriche-Hongrie planifie avec le Reich, au cours de cette conférence, l'offensive du Piave, lors de laquelle pour la première fois dans ce conflit, des forces britanniques et françaises combattent (victorieusement) aux côtés des forces italiennes, contre les troupes impériales. L'Entente et l'Autriche-Hongrie ne sont dès lors plus seulement des ennemis accidentels opposés l'un à l'autre par des jeux d'alliances : leurs armées se combattent désormais directement.

### La disparition de la double monarchie, but de guerre allié
Le refus austro-hongrois de remettre en cause sa suzeraineté sur le Trentin et Trieste bloque toute négociation avec l'Italie, qui se montre donc hostiles à toute poursuite des pourparlers lors de la conférence de Saint-Jean-de-Maurienne du 19 avril 1917.
Les puissances de l'Entente, soutenues par les États-Unis, renforcent leurs relations avec les comités nationaux de l’émigration des peuples tchèques et slave originaire de l'empire austro-hongrois, allant jusqu’à les reconnaître officiellement comme représentants légitimes de leurs peuples. Cette décision signifie que les Alliés se rallient officiellement au parti de dissoudre l’empire autriche-hongroie, en soutenant les indépendances des peuples fédérés. De part et d'autre, les perspectives de paix sont définitivement enterrées.